# Sabbath Bloody Sabbath (dal)
A Sabbath Bloody Sabbath az angol Black Sabbath zenekar egyik dala, az 1973-ban megjelentetett Sabbath Bloody Sabbath nevű albumról. A dal, az album nyitódala. A dal híres lett, ám a koncerteken (főként a '70-es években) ritkán adták elő. Csaknem 20 évvel a kiadása után, a 2000-es években, a dal riffjét, a "Paranoid" intrójaként adták elő a fellépéseken. A dalt Bruce Dickinson (Iron Maiden) is feldolgozta.